# Nicotiana paa
Nicotiana paa, vrsta divljega duhana iz Čilea i Argentine, gdje je poznat pod imenom 'coro'. Njegov korijen od davnina se koristi za pušenje i žvakanje, ali njegov postupak prikupljanja, obrade i potrošnje slabo je opisan. Etnobotanički terenski rad proveden je na jugozapadu pokrajine Chaco, gdje su uzorci biljaka sakupljani među autohtonim stanovništvom. Ustanovljeno je da njegov korijen i danas puše Indijanci Mocoví pomiješan s duhanom kako u vrijeme u svečanosti tako i u svakodnevnom životu. Kao rezulat analiza ustanovljeno je da su isti običaj imali prije i plemena Vilela, Mataco (Wichi), Toba i Abipón.